# Heinkel He 280
Heinkel He 280 (Хайнкел Хе 280) е германски реактивен самолет от периода на Втората световна война. Въпреки че не е приет на въоръжение (произведени са само девет машини, предназначени за изпитания), този самолет е първият турбореактивен изтребител в света. Това е и първият самолет в света, на който фабрично са монтирани катапултни кресла.

## История на самолета
След успешните изпитания на първия в света самолет с турбореактивен двигател – експерименталния Heinkel He 178, – Ернст Хайнкел решава да разработи и боен изтребител с подобен двигател. В началото на юни 1939 г.
Роберт Люсер, технически директор в Heinkel Flugzeugwerke, прави първите чертежи на самолета, който първоначално е обозначен като Не 180. През септември същата година е одобрен макета на новия изтребител, а обозначението му е променено на Heinkel He 280. Първият прототип He 280 V1 е готов през 1940 г. и на 22 септември извършва първия си полет, като при него изтребителят е теглен с буксирно въже от бомбардировач Heinkel He 111, понеже реактивните двигатели HeS 8A, предвидени за новата машина не са напълно готови (вместо тях под крилото са поставени само мотогондолите, съответстващи по размер и тежест на двигателите); на височина 4000 m самолетът е откачен от въжето и след скоростно планиране успешно каца на заводското летище. След интензивни изпитания вторият прототип, Heinkel He 280 V2, на 30 март 1941 г. извършва първия си полет с турбореактивни двигатели, а на 5 април извършва демонстрационен полет пред висши представители на RLM. Първоначално самолетът е одобрен и е поръчана серия от девет прототипа, като се водят преговори за производството на още 300 машини He 280 В1, които да постъпят на въоръжение през втората половина 1943 г.. Деветте опитни машини са построени, но до поръчката от 300 самолета не се стига, понеже е предпочетен реактивният изтребител Messerschmitt Me 262 на конкурента Вили Месершмит, който, макар и появил се по-късно, е по-тежко въоръжен и има по-голяма продължителност на полета. От друга страна, известна роля за спирането на програмата Не 280 изиграват и обтегнатите отношения между Хайнкел и висшето ръководство на RLM и Луфтвафе.
Деветте произведени самолета Heinkel He 280 са използвани за изпитания на реактивни двигатели (на практика този самолет лети с всички съществуващи по това време немски реактивни двигатели), а опитът от създаването му заляга в разработката на „народния изтребител“ Heinkel He 162.

## Кратко техническо описание
Heinkel He 280 представлява едноместен самолет с монококов фюзелаж, имащ овално сечение. Крилото е двулонжеронно, средно разположено, право по предния ръб и елиптично по изходящия, като двигателите са монтирани симетрично под него; опашното оперение е двукилево със стабилизатор. Колесникът е прибираем по време на полет, триопорен с предно водещо колело. Въоръжението е разместено в носа на машината; самолетът е с херметична кабина и е фабрично оборудван с катапултиращо се кресло, работещо със сгъстен въздух.